# جفرن سوارز

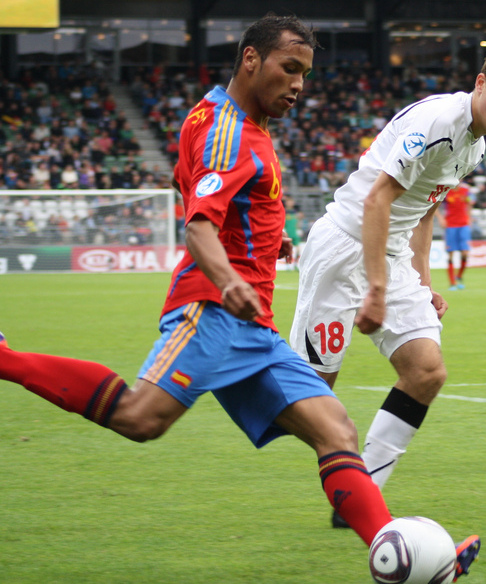
جفرن سوارز

جفرن سوارز متولد ۲۰ ژانویه ۱۹۸۸ بازیکن فوتبال اهل اسپانیا با تبعیت ونزوئلایی است و در حال حاضر برای باشگاه زوییخ سوئیس در پست هافک بازی می‌کند وی در شهر سیوداد بولیوار ونزوئلا به دنیا آمد و هنگامی که یک سالش بود به همراه خانواده خود به اسپانیا آمد.در سال ۲۰۰۴-۲۰۰۳ در تیم تنریف بازی کرد سپس وارد تیم بارسلونا بی شد و در سال ۲۰۰۸ وارد تیم اصلی بارسلونا شد و توانست در مدت حضورش در بارسا در ۲۳ بازی ۳ گل به ثمر برساند وی هم‌اکنون در باشگاه زوییخ در لیگ سوئیس بازی می‌کند.